# Tatort: Der Rastplatzmörder
Der Rastplatzmörder ist der 289. Tatort und die 10. Folge mit dem Frankfurter Ermittler Hauptkommissar Brinkmann, gespielt von Karl-Heinz von Hassel. Die Folge wurde erstmals am 27. März 1994 ausgestrahlt und war eine Produktion des HR. Sylvia Hoffman schrieb das Drehbuch und führte auch Regie.

## Handlung
Beatrice Koch verlässt die Ballettschule von Mona Stallner, wo sie seit einem halben Jahr gewohnt hat. Sie will nach Kassel und wird von der Mitfahrzentrale an Horst Matthes, einen Versicherungsvertreter auf Dienstreise, vermittelt. Als er jedoch unterwegs zudringlich wird, lässt sie sich an einem Autobahnrastplatz absetzen und steigt dort in einen schwarzen BMW ein, der angeblich von ihrem Freund gefahren wird.
Am nächsten Morgen findet ein LKW-Fahrer die Leiche der Beatrice Koch an einem Autobahn-Rastplatz. Da sich der Vertrag des Mitfahrservice bei ihr findet, gerät Horst Matthes unter Verdacht. Im Radio wird von dem Mord berichtet und als er das hört, gerät er in Panik. Seine behinderte Frau weiß nichts von seinen gelegentlichen Abenteuern und wenn man ihn jetzt als Mörder verdächtigen würde, wäre er bloßgestellt. Der Versuch sich ein Alibi zu verschaffen, schlägt fehl, so dass er beschließt, dem Mörder auf die Spur zu kommen, um seine Unschuld zu beweisen. Er ermittelt auf eigene Faust, während er der Polizei mehrmals nur um Haaresbreite entwischen kann. Matthes’ Anwalt rät ihm sich der Polizei zu stellen, aber er will selber weiter nach dem Mörder suchen. Er nimmt an, dass der Fahrer des schwarzen BMWs der Mörder sei.
Der eifrige Radioreporter Sascha Jens berichtet im Radio über den Mord, woraufhin Mona Stallner beim Sender anruft und mit Sascha Jens spricht. Sie sagt ihm, dass Beatrice in einen schwarzen BMW eingestiegen ist, was sie selber von der Polizei erfahren hat. Matthes kannte Monas Adresse, da Beatrice erwähnt hatte, wo sie wohnte, doch als er dort ankommt, findet er Mona tot im Zimmer und rennt sofort in Panik weg. So langsam verzweifelt er, findet aber ein Streichholzbriefchen vom Moon Glow in seiner Tasche, welches Beatrice in seinem Auto liegen gelassen hatte. So fährt er mit dem Taxi zu dieser Lesben-Bar. Er gibt sich als Vater von Beatrice aus und kann so in Erfahrung bringen, dass sie sehr oft hier war und dass der Hausbesitzer der einzige Mann war, der dort manchmal hereinkam.
Der Taxifahrer erkennt Matthes auf einem Bild in der Zeitung und verständigt die Polizei. Als ein Streifenwagen beim Moon Glow ankommt, verschwindet er heimlich aus dem Fenster. Er versteckt sich beim nichtsahnenden Hausmeister und erfährt dort den Namen und die Adresse des Hausbesitzers und Vermieters. Als er ihn aufsucht, begegnet ihm ein schwarzer BMW. Er klingelt an der Haustür und geht hinein, da die Tür nicht verschlossen ist. Im Keller trifft er auf den Radioreporter Sascha Jens, von dem er kurzerhand in einem schallisolierten Studio einsperrt wird.
Brinkmann muss vermuten, dass Matthes dabei ist Zeugen zu beseitigen, da er weiter auf eigene Faust unterwegs ist, um seine Unschuld zu beweisen. Er begibt sich ins Moon Glow, da Matthes ja dort gesichtet wurde. Vom Hausmeister erfährt er, dass sich der Gesuchte sehr für den Hausbesitzer interessierte.
Mittlerweile ist auch Bernhard Winkelmann auf der Suche nach Sascha Jens. Da dieser nicht im Radio-Sender ist, geht er zu ihm nach Hause. Er stellt sich als Freund von Mona vor und sagt ihm, dass Jens‘ Stimme auf dem Anrufbeantworter wäre, als er neulich mal wieder nach Beatrice fragte. Bei seinem letzten Anruf erfuhr er auch, dass Beatrice mit dem Mitfahrservice unterwegs war. Mona hatte die Stimme von Jens im Radio erkannt. Da er nach Monas Anruf beim Sender wusste, dass sie ihn verdächtigte, brachte er sie um, wie vorher schon Beatrice, als diese ihm hysterisch klarmachte, nichts von ihm wissen zu wollen. Während dieses unfreiwilligen Geständnisses platzt Brinkmann herein, Jens kann festgenommen werden und Matthes wird aus dem Keller-Studio befreit.

## Hintergrund
Diese 289. Tatortfolge kommt ohne Brinkmanns Assistenten Wegener aus, der ständig von anderen Schauspielern gespielt wird. Die Rolle wird in dieser Episode von einer Assistentin namens Alice Bothe übernommen.
In diesem Film spielte die Produzentin des Blauen Bock, Lia Wöhr, ihre letzte Rolle, wenige Monate vor ihrem Tod am 15. November 1994.
Bei der Erstausstrahlung am 27. März 1994 verfolgten 8,64 Millionen Zuschauer die Sendung, was einem Marktanteil von 20,2 Prozent entsprach.